# Bala Cynwyd
Bala Cynwyd è una comunità e un census-designated place sita nella Lower Merion Township in Pennsylvania. Si trova nella periferia di Filadelfia, nella regione sudorientale dello Stato, e confina ad est con la città. La comunità attuale trae origine da due cittadine originariamente a sé stanti, Bala e Cynwyd, che vennero unificate a causa del fatto che il servizio postale statunitense, utilizzava lo stesso codice postale (19004) per entrambi i paesi. Nel 2020, l'unione delle due comunità contava una popolazione di 9.285 anime. Per diverso tempo il nome della comunità fu Bala-Cynwyd (con il trattino). Bala e Cynwyd possono contare su due stazioni ferroviarie separate, servite dalla Linea Cynwyd della SEPTA Regional Rail.
Bala Cynwyd si trova in un territorio storicamente abitato da quaccheri irlandesi, che si insediarono negli anni '80 del 1600, dando ai due paesi i nomi della città di Bala e del villaggio Cynwyd, in Galles. Ne nacque una comunità residenziale multietnica costituita principalmente da villette monofamiliari che si estende fino ai limiti di Filadelfia a est e a sud, rappresentati dalla U.S. Route 1 e dal fiume Schuylkill, a ovest confina con Merion Station mentre a nord con Penn Valley.

## Storia
Il più antico quartiere commerciale e centro originario di Bala Cynwyd si trova a cavallo del ponte che supera binari della Pennsylvania Railroad lungo Montgomery Avenue, all'altezza di Bala Avenue. Questo distretto venne fondato poco dopo l'arrivo di William Penn in Pennsylvania, nel 1682, e al suo interno si trovano gli edifici commerciali più antichi, alcuni di questi risalgono agli inizi del XIX secolo. Bala Avenue è un'estensione del centro originario della città, e comprende un distretto commerciale a sé stante che risale a pù di un secolo fa; a lungo fu noto per i suoi negozi di vestiario per bambini, donne e negozi dell'usato, per il Bala Theater e per i suoi ristoranti. Il resto del distretto commerciale originale di estende a sud di Montgomery Avenue come parte del Commercial District di Bala Cynwyd-Merion: si fonde con il distretto commerciale di Merion, famoso per i suoi ristoranti e le specialità gastronomiche.
Il villaggio ospita luoghi di culto di diverse religioni. Il più antico di questi è la Chiesa Episcopale di San Giovanni, su Levering Mill Road, del 1863. La Chiesa Cattolica di San Mattia si trova su Bryn Mawr Avenue. Bala Cynwyd ha anche attirato un certo numero di ebrei ortodossi moderni e conservatori che vivono a pochi passi dalla Sinagoga di Lower Merion e dalla Congregazione Adath Israel su Old Lancaster Road dove Bala Cynwyd incontra Merion. È possibile trovare chiese di altre confessioni nelle vicine Narberth, Wynnewood, Merion, e Wynnefield/Overbrook.

### XX secolo
Il Club di Quartiere (The Neighborhood Club) di Bala Cynwyd venne fondato nel 1906 con l'intento di preservare il carattere residenziale del luogo, promuovere il benessere comune e lo spirito di comunità. Sponsorizza la parata annuale del 4 luglio, che parte dalla Union Fire Association su Montgomery Avenue e termina al Bala Cynwyd Playground, il parco giochi del paese. Durante la parata i ragazzini percorrono il tracciato a bordo di biciclette decorate, sfilano inoltre cittadini in costume, clown, carri allegorici, camion dei pompieri, poliziotti e pubblici ufficiali.
La Truppa 1 dei Boy Scout di Bala Cynwyd rivendica, insieme ad altri, lo status di prima truppa di boy scout degli Stati Uniti.
Bala Cynwyd è stata a lungo sede della maggior parte delle emittenti nella regione di Filadelfia. Nel 1952, la stazione televisiva WCAU-TV, posseduta dalla CBS, costruì la sua sede all'angolo tra City Avenue e Monument Road. Nel 1994 la stazione televisiva venne venduta alla NBC, rimase nella sua sede fino al 2018, quando gli studi vennero spostati al Comcast Technology Center di Filadelfia, lasciando a Bala Cynwyd solo alcune attività. Bala Cynwyd ospita anche le radio WBEN-FM, WMGK, WMMR e WPEN, appartenenti al Beasley Broadcast Group; WDAS-FM, WDAS-AM, WUSL, WRFF, WUMR e WIOQ, parte di iHeartMedia, hanno sede in Presidential Boulevard; l'emittente indipendente WBEB si trova a City Avenue. Altre radio che ebbero sede a Bala Cynwyd furono WHPT, WTEL, WIP-FM, WXTU, WOGL, WTDY.
Bala Cynwyd ospita anche la Entercom Communications Corporation, destinata a diventare il secondo emittente più importante degli Stati Uniti, a seguito di un annuncio di fusione con la CBS Radio del febbraio 2017.
Nel 1957 venne inaugurato un centro per lo shopping chiamato Bala Cynwyd Shopping Center, oggi noto come Bala Cynwyd On City Avenue, circa un miglio a sud dal centro della cittadina e costeggiante la città di Filadelfia su City Avenue. Le maggiori attività sono Acme Markets, Olive Garden e LA Fitness; poco distante si trova anche Saks Fifth Avenue.
Dal 1946 al 1960, Bala Cynwyd ospitò il quartier generale della National Football League.
Il complesso di scuole Bala Cynwyd Junior High School Complex e il cimitero di West Laurel Hill sono elencati nel National Register of Historic Places.

## Monumenti e luoghi d'interesse
- Il Merion Memorial Park è uno storico cimitero in cui sono sepolti, tra gli altri, molti illustri afroamericani di Filadelfia.[7] È diviso in otto sezioni, ciascuna prende il nome di un noto esponente dell'abolizionismo del XIX secolo: Banneker, Catto, Lincoln, Montgomery, Reynolds, Stevens, Sumner e White.[8]
- Il Cynwyd Heritage Trail è un parco lineare di 3,2 km con un percorso che connette Lower Merion Township al quartiere Manayunk di Filadelfia tramite il Ponte Manayunk, che passa sopra il fiume Schuylkill
- Il cimitero di West Laurel Hill fa parte del National Register of Historic Places

## Cultura

### Istruzione

#### Biblioteche
La biblioteca pubblica di Bala Cynwyd, parte del sistema di biblioteche di Lower Merion (Lower Merion Library System), si trova in un edificio moderno su Old Lancaster Road. All'interno si trovano più di 221.000 articoli, inoltre dispone di moderni computer e di una zona dedicata a libri per bambini al secondo piano. La rete di biblioteche, che ha la sua sede centrale alla Bryn Mawr's Ludington Memorial Library, ospita più di 1,4 milioni di articoli, e ricade nel 99° percentile su scala nazionale per visite di residenti e numero di volumi pro capite per i residenti.

#### Scuole
Gli abitanti di Bala Cynwyd possono servirsi del Lower Merion School District, un complesso di scuole pubbliche con sede centrale ad Ardmore. Il complesso comprende scuole elementari, medie e superiori.
Altre scuole non facenti parte del distretto sono la Kohelet Yeshiva High School, la Kosloff Torah Academy, una scuola privata riservata alle ragazze ebree ortodosse della zona di Filadelfia. A Merion si trovano le scuole private Catholic Merion Mercy e Waldron Mercy Academy. Infine la scuola bilingue French International School of Philadelphia, è frequentata da studenti dall'asilo nido fino alle scuole medie.

#### Cinema
- Nel film A Wong Foo, grazie di tutto! Julie Newmar, l'attore Patrick Swayze interpreta una drag queen di nome Vida Boheme, la cui città natale è Bala Cynwyd. Le scene ambientate nella cittadina furono girate a Montclair, in New Jersey
- Nel film Unbreakable - Il predestinato, viene mostrata la scena di un'effrazione ambientata a Bala Cynwyd